# تمور تونسية
تمور تونسية تنتج الواحات التونسية عدة أنواع من التمور. أشهرها دقلة نور وفطيمي. وتحتل التمور مكانة هامة ضمن الصادرات التونسية.

## الواحات
تعدّ واحات نفزاوة والجريد أهم الواحات المنتجة للتمور التونسية الجيدة، حيث تنتج المنطقة الأولى التي تنطبق على ولاية قبلي ما نسبته 60% من الإنتاج التونسي. ويأتي الجريد أو ولاية توزر في المرتبة الثانية. ثم تأتي واحات أخرى أقل أهمية بولايات قفصة وقابس وتطاوين.

## الإنتاج

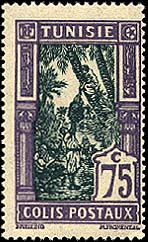
جمع التمور في طابع بريدي تونسي (1926)

تطور إنتاج التمور التونسية من 73 ألف طن في الموسم الفلاحي 1996-1997 إلى 131 ألف طن في الموسم 2006-2007. غير أن الإنتاج يختلف من سنة إلى أخرى طبقا للظروف الطبيعية و في موسم 2017-2018 أنتجنت تونس 240 ألف طن و قامت بتصدير 104 ألف طن.

## الأنواع
هناك العشرات من أنواع التمور مختلفة الجودة، وتتصدرها الدقلة المعروفة تجاريا بدقلة النور، إلا أن هناك عددا هاما من أنواع التمور المحلية التي لا تكاد تعرف خارج مناطق الواحات بسبب أنها لا تسوق وغنما تستهلك محليا أو أن إنتاجها قليل مثل الأنقو والباجو والحمراية والطنجة والعماري والقصبي والهيسة والقندة والكنتيشي وتوزرزايت.

## التصدير
- في الموسم 2006-2007: صدرت تونس 59 ألف طن من التمور بقيمة 179 مليون دينار، وهو رقم قياسي. وتشكل تمور الدقلة المرتبة الأولى إذ تعدّ تونس أول مصدر لهذا النوع من التمور بمعدل 35 ألف طن من بينها حوالي 20 ألف طن إلى الأسواق الأوربية وخاصة منها فرنسا وإيطاليا وألمانيا. وفي الجملة فإن التمور التونسية تصدر إلى أكثر من خمسين بلدا في العالم، وتصل حتى آسيا من خلال أسواق إندونيسيا وماليزيا بالإضافة إلى تركيا وغيرها.
- في موسم 2017-2018: صدرت تونس 104 ألف طن من التمور بقيمة 700،1 مليون دينار و هو الرقم القياسي و هذه أول سنة يتم فيها التصدير إلى نيجيريا وغامبيا والكاميرون و تم تطوير التصدير إلى الولايات المتحدة الأمريكية بنسبة 134% و الهند بنسبة 189% و إسبانيا بنسبة 49% و المغرب ب45%.[5]

## معرض الصور

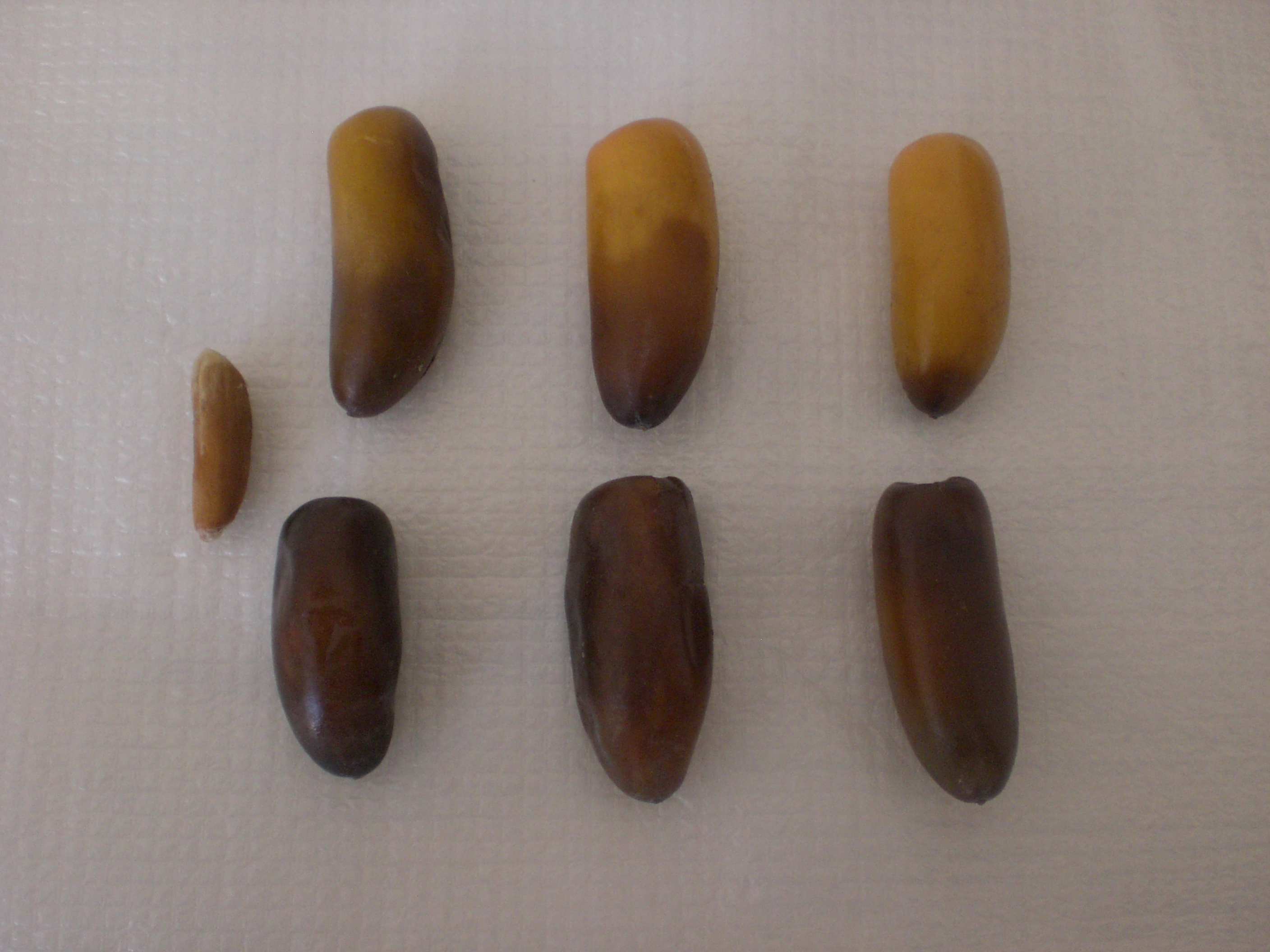
القصبي
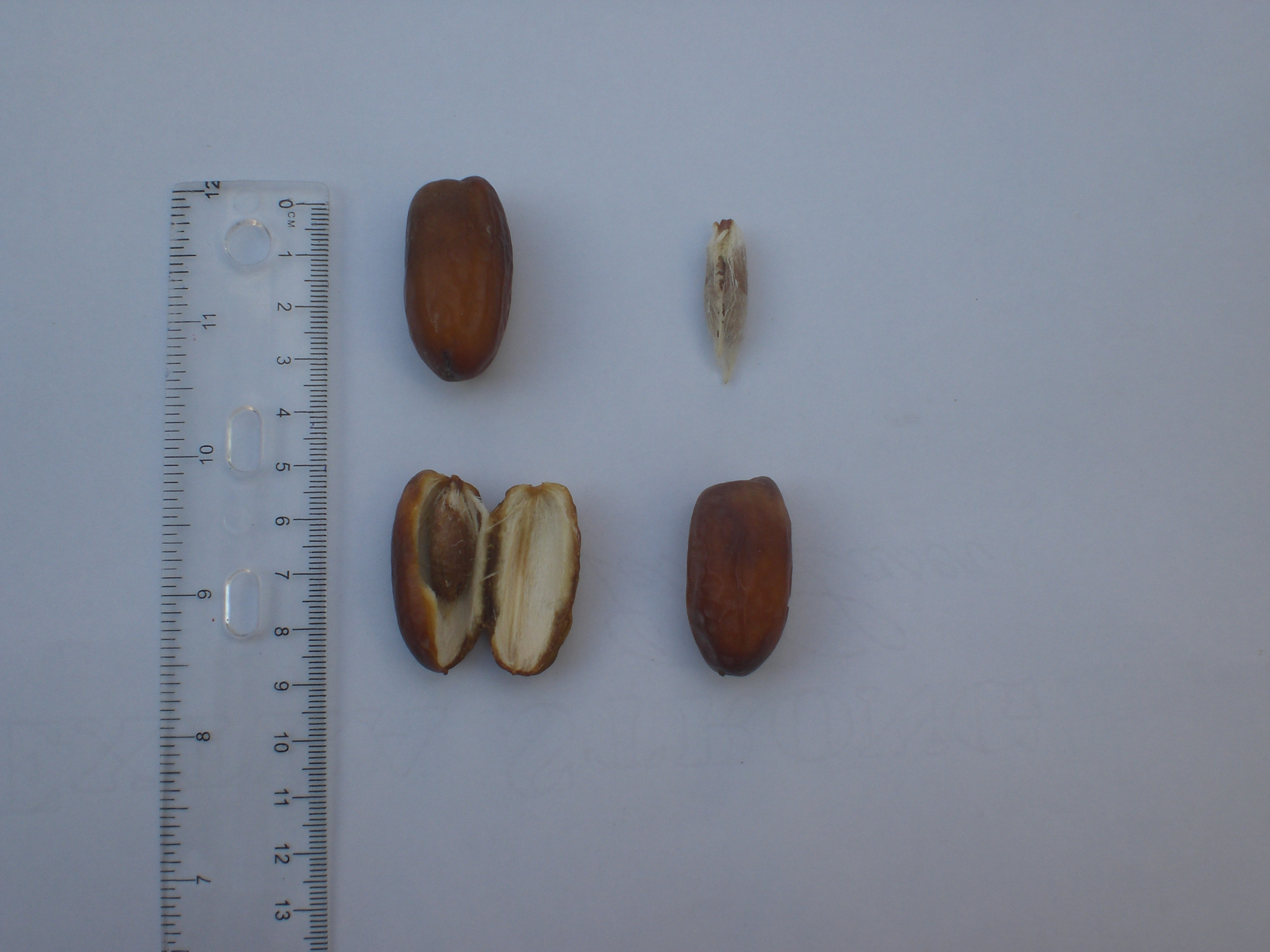
الكنتة
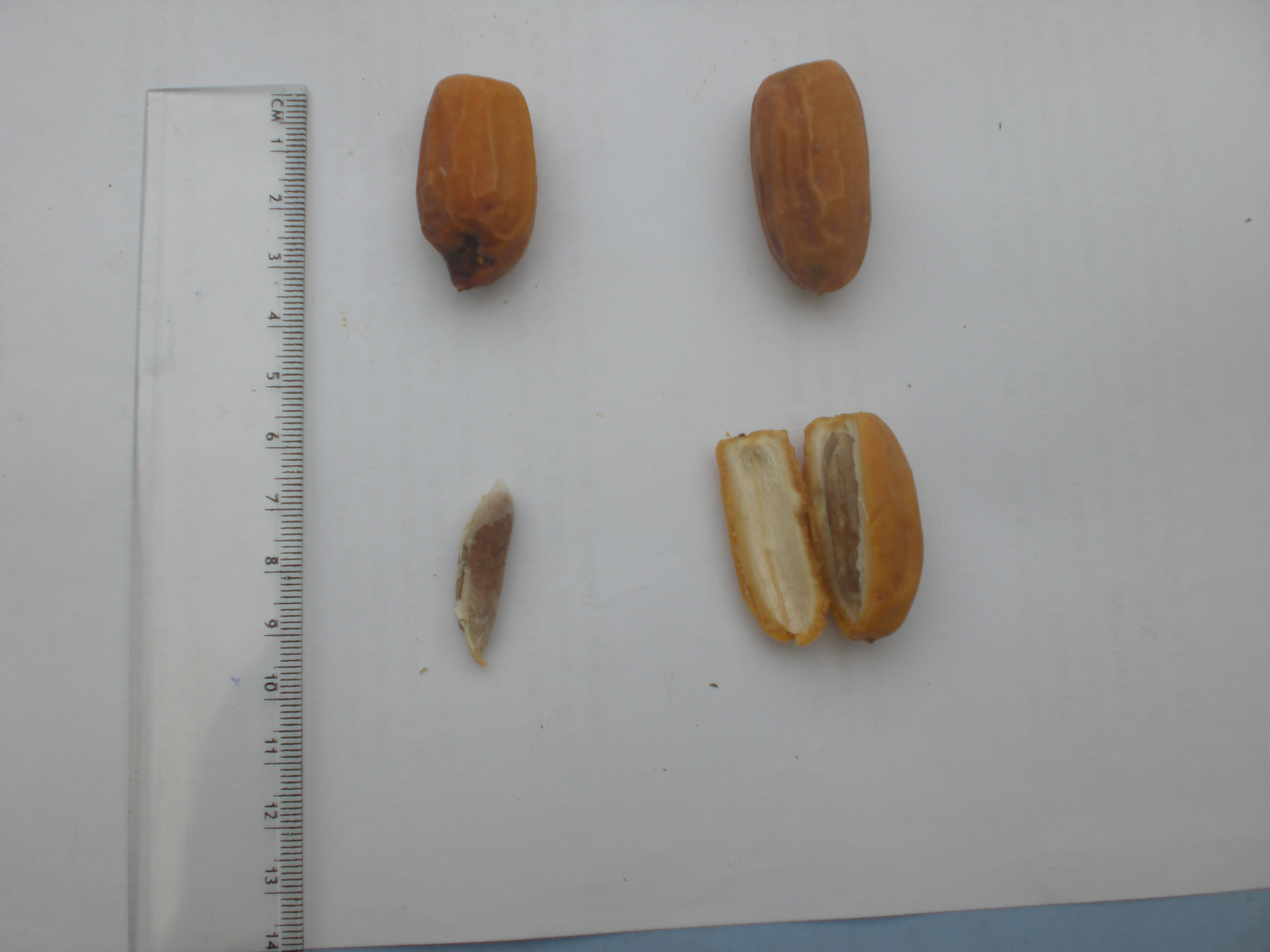
الكنتيشي
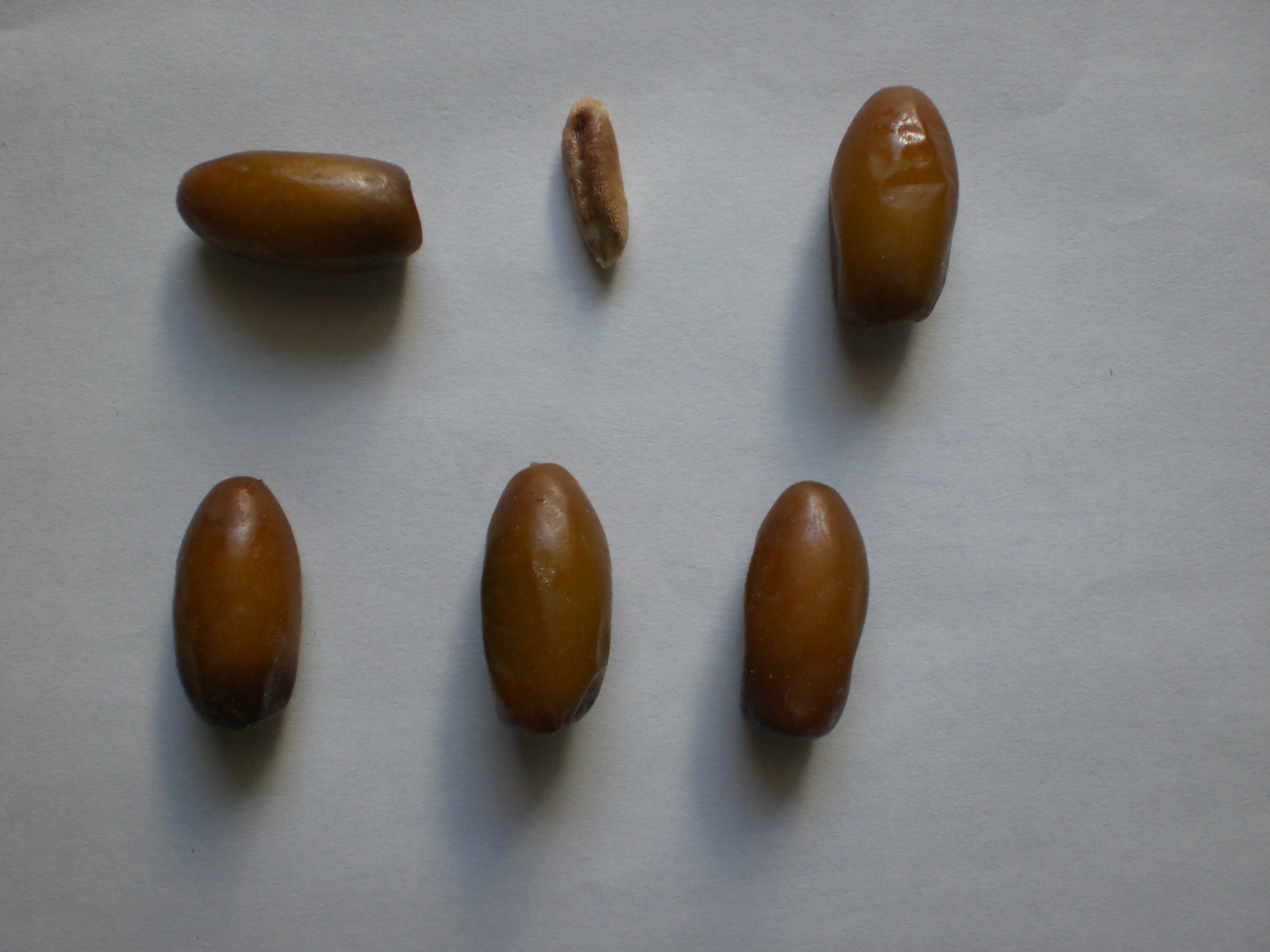
الهيسة

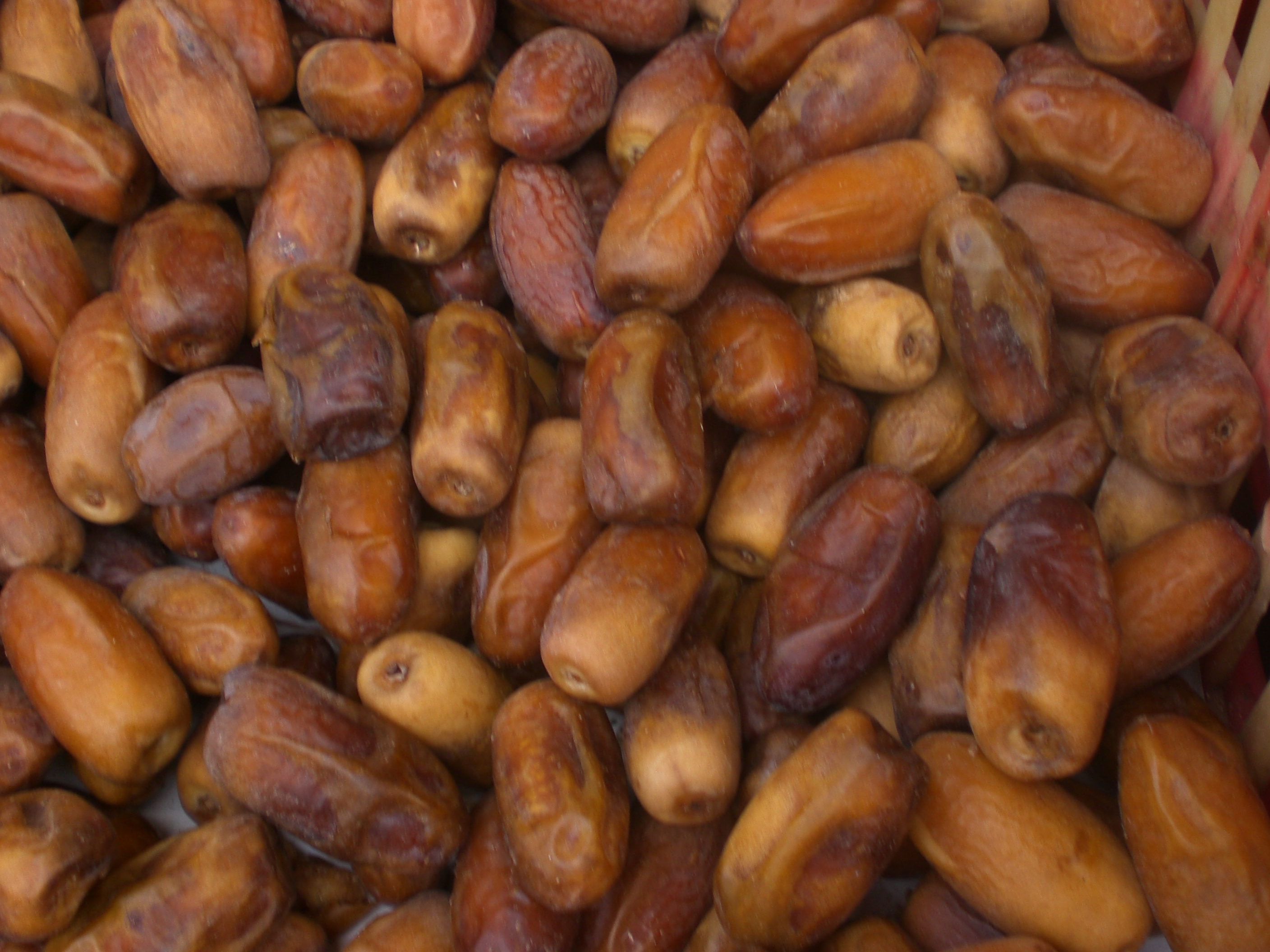
الكنتة
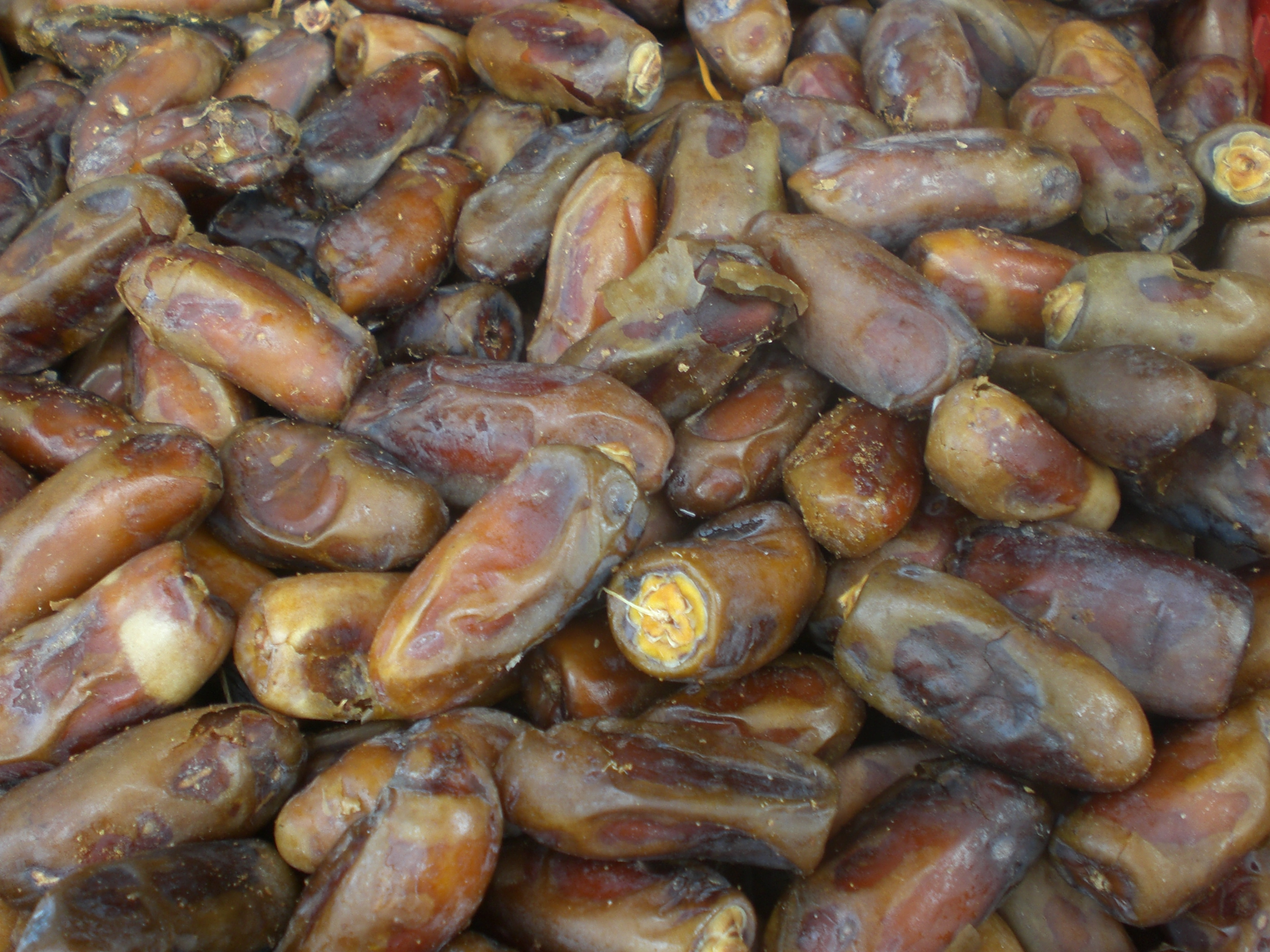
اللاقو
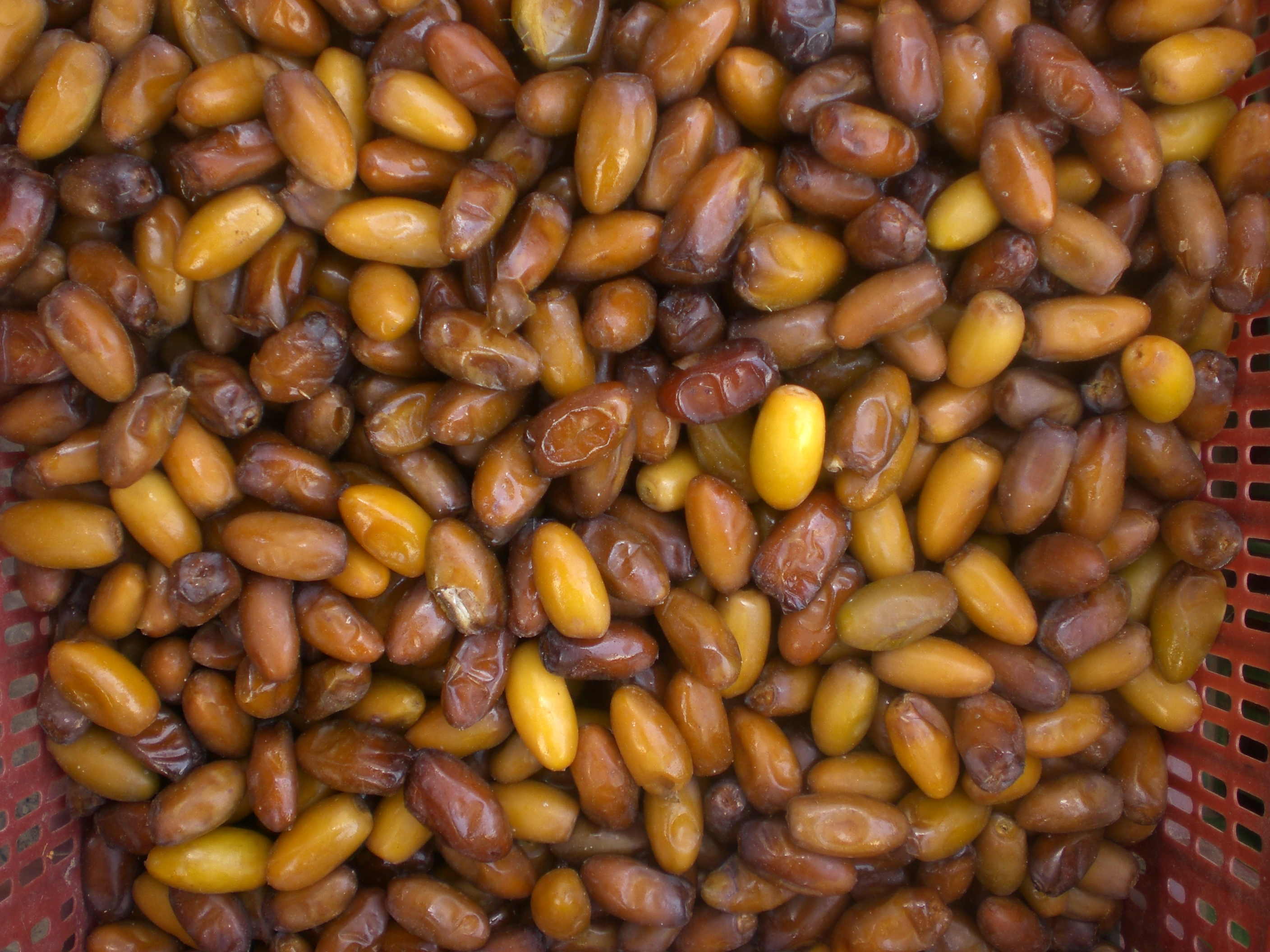
الهيسة

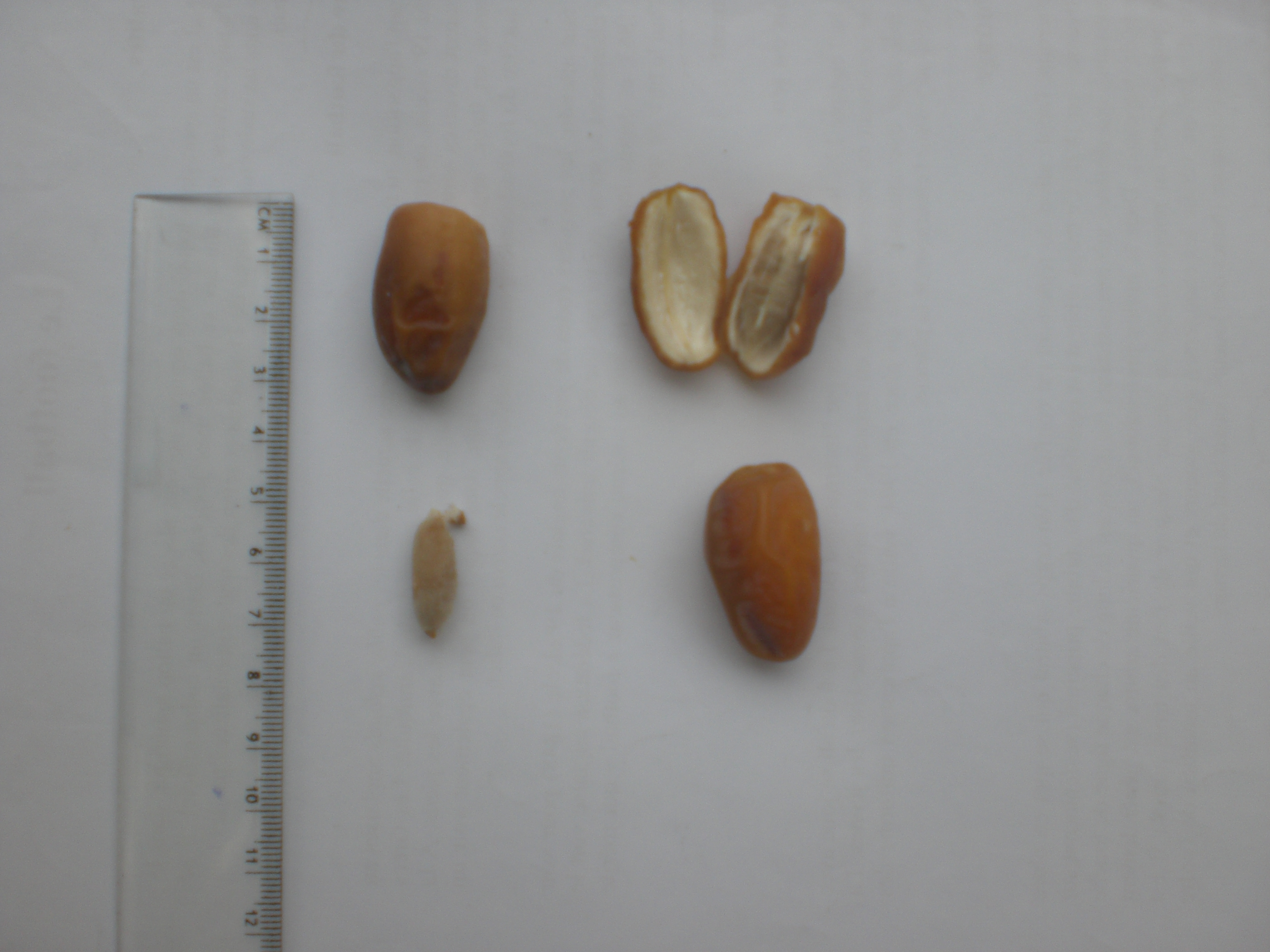
أنقو
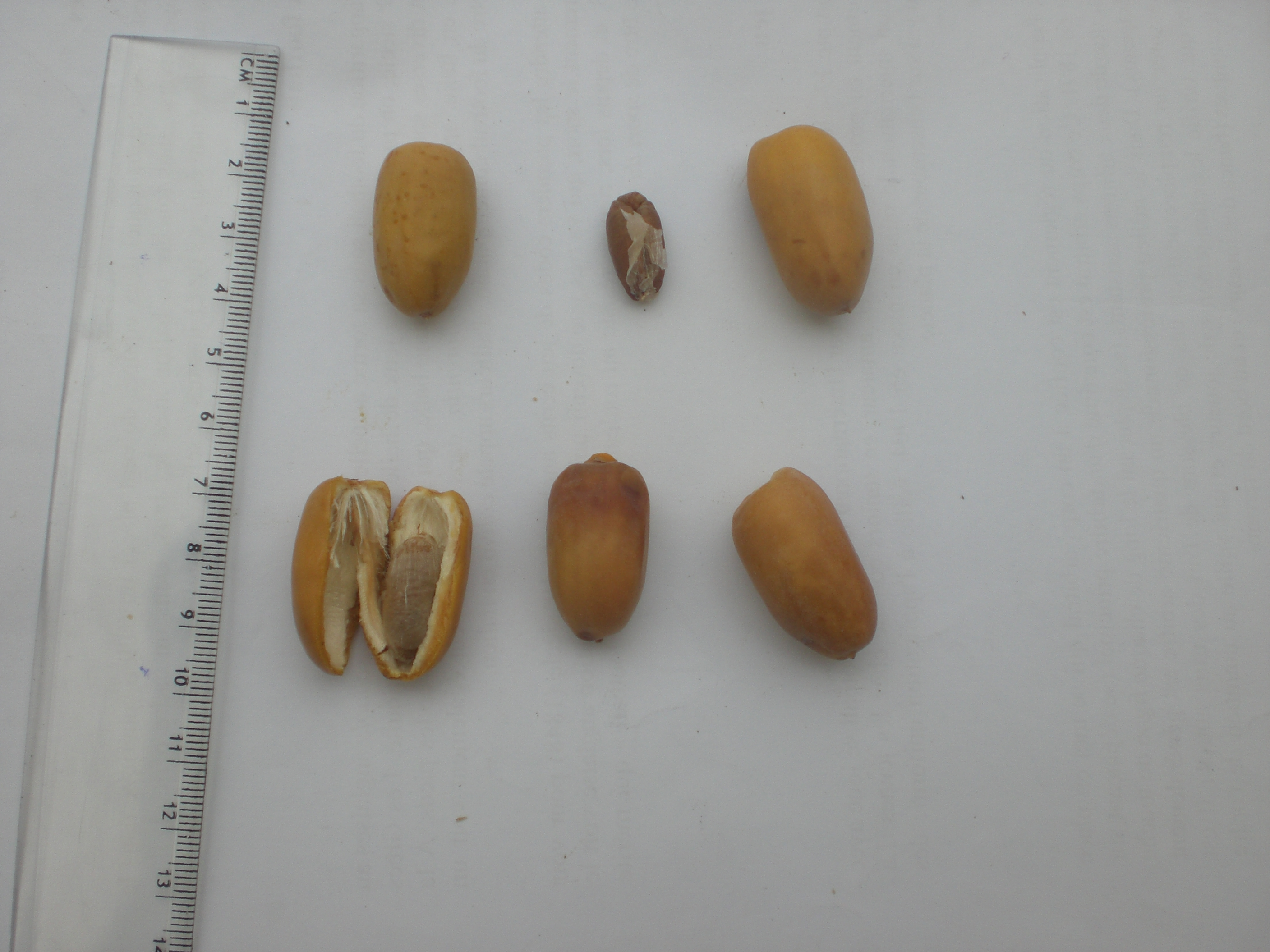
الباجو
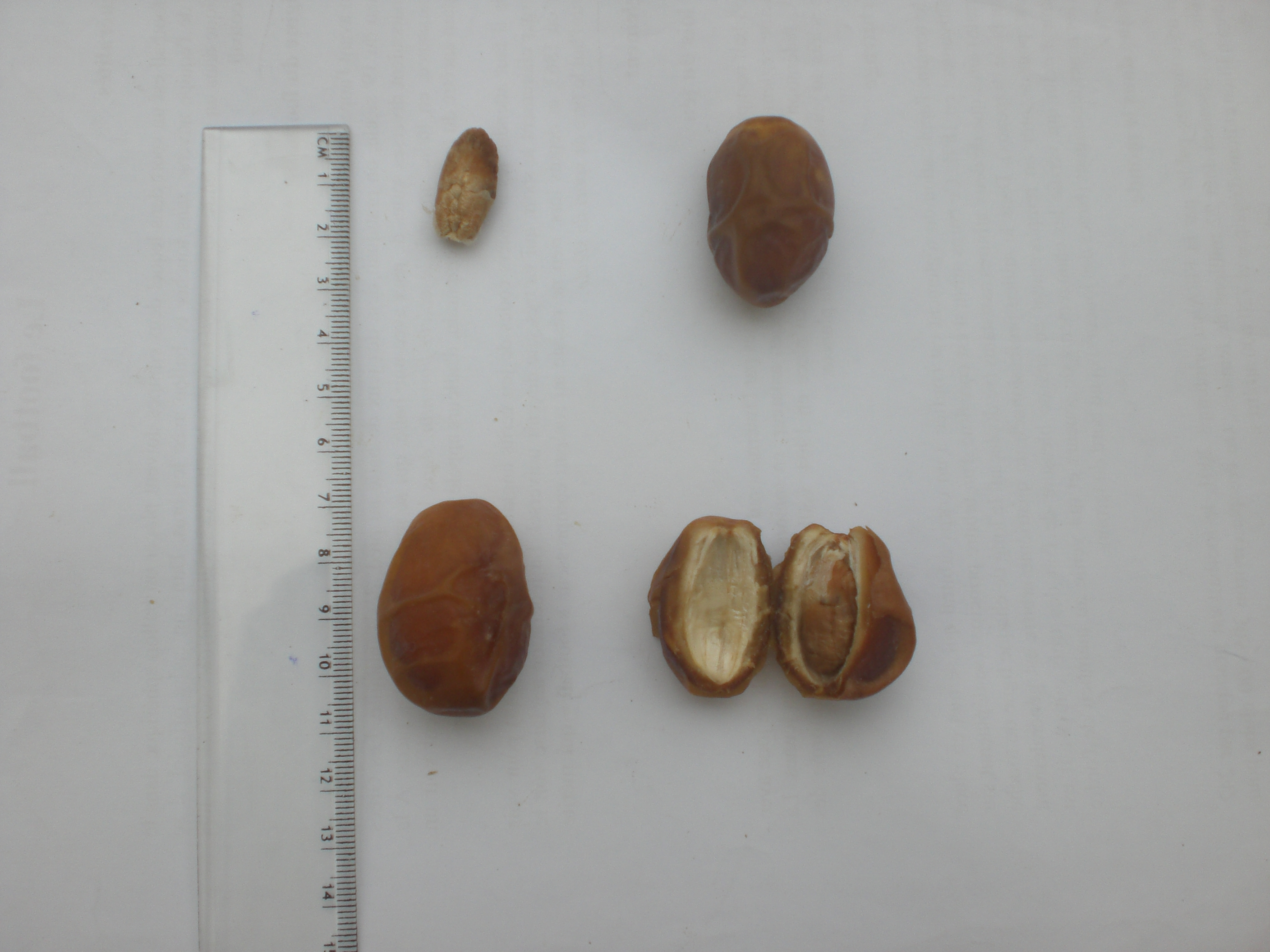
الترنجة أو الطرنجة
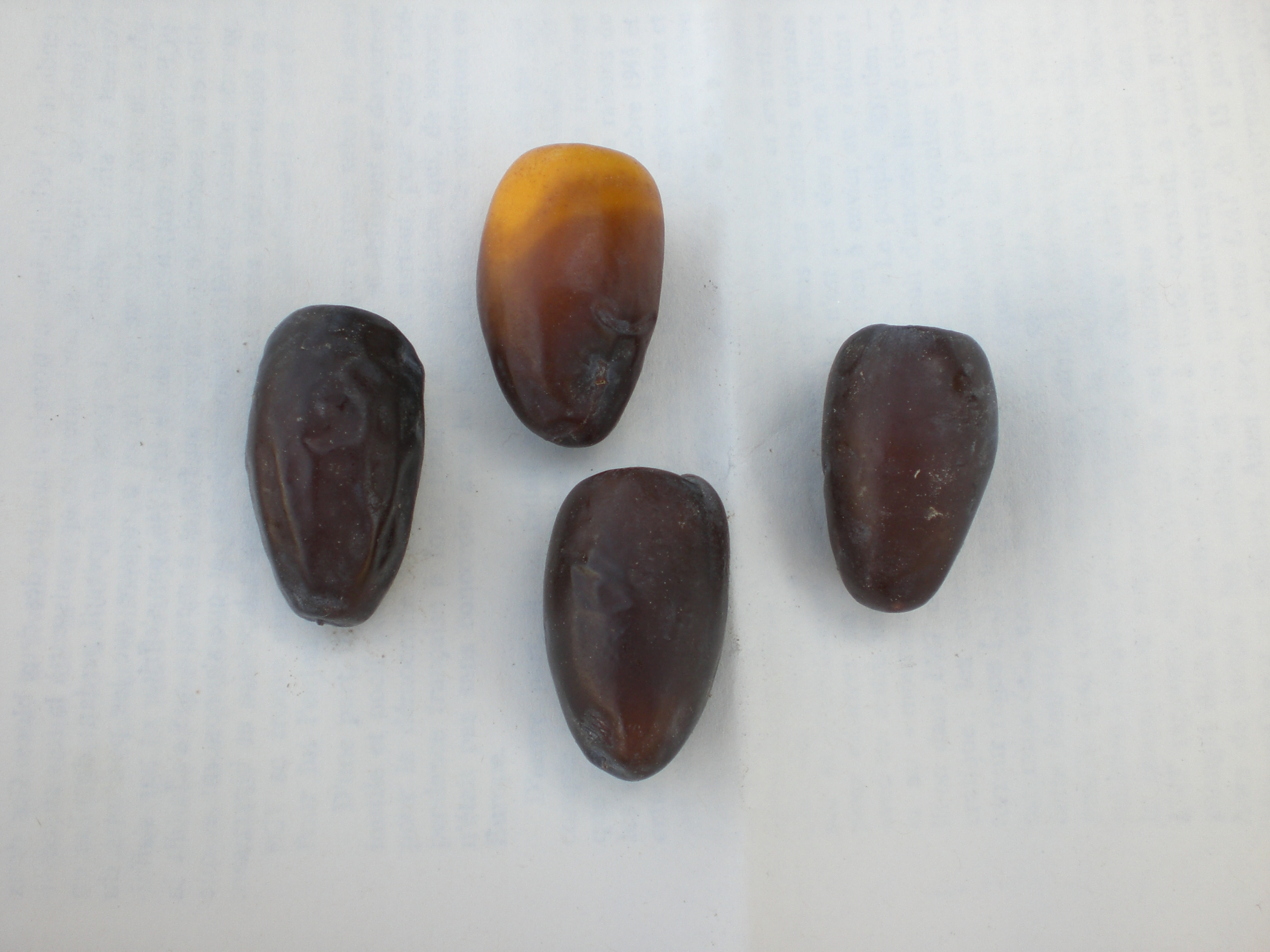
توزرزايت

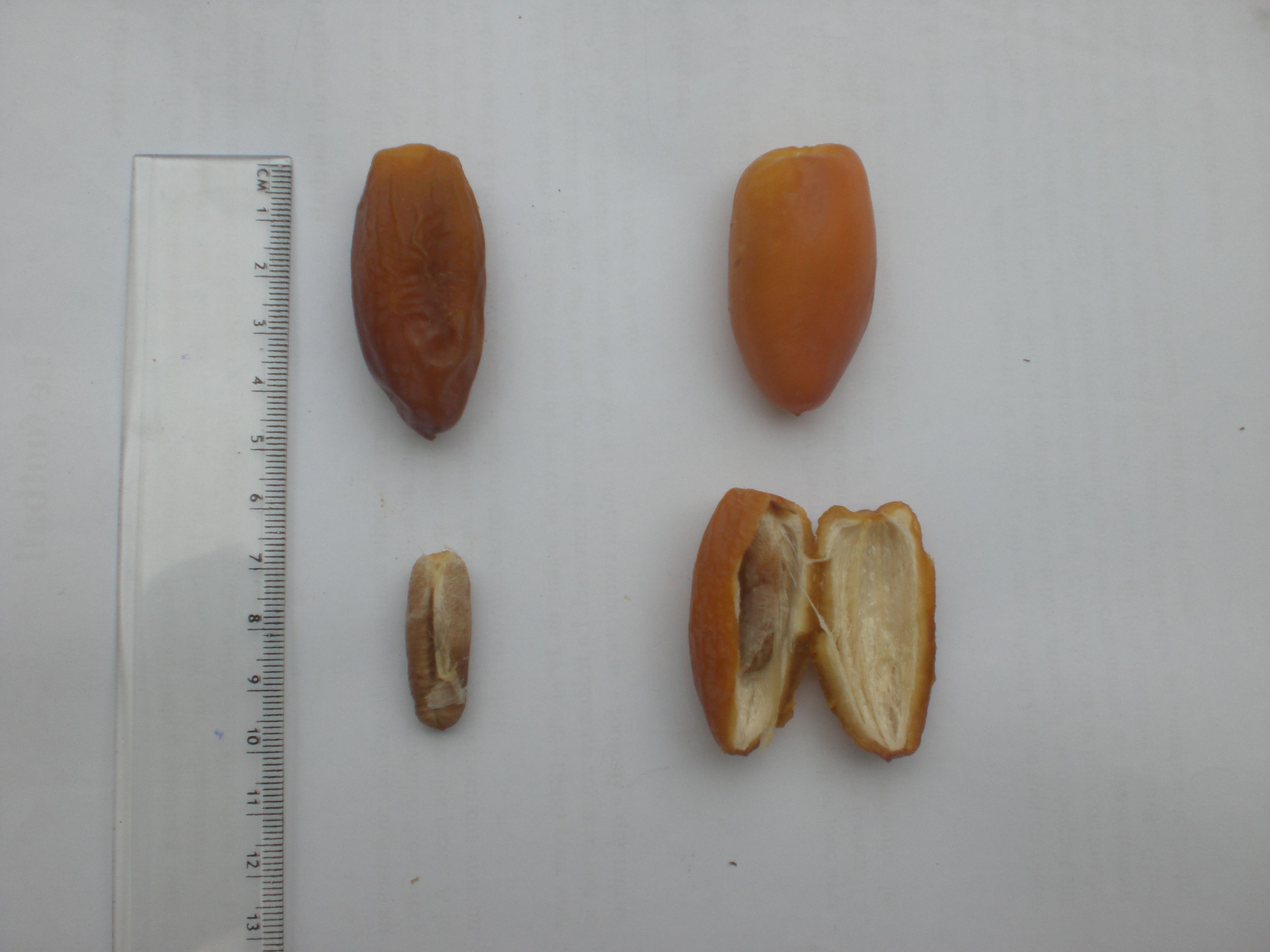
الحمراية
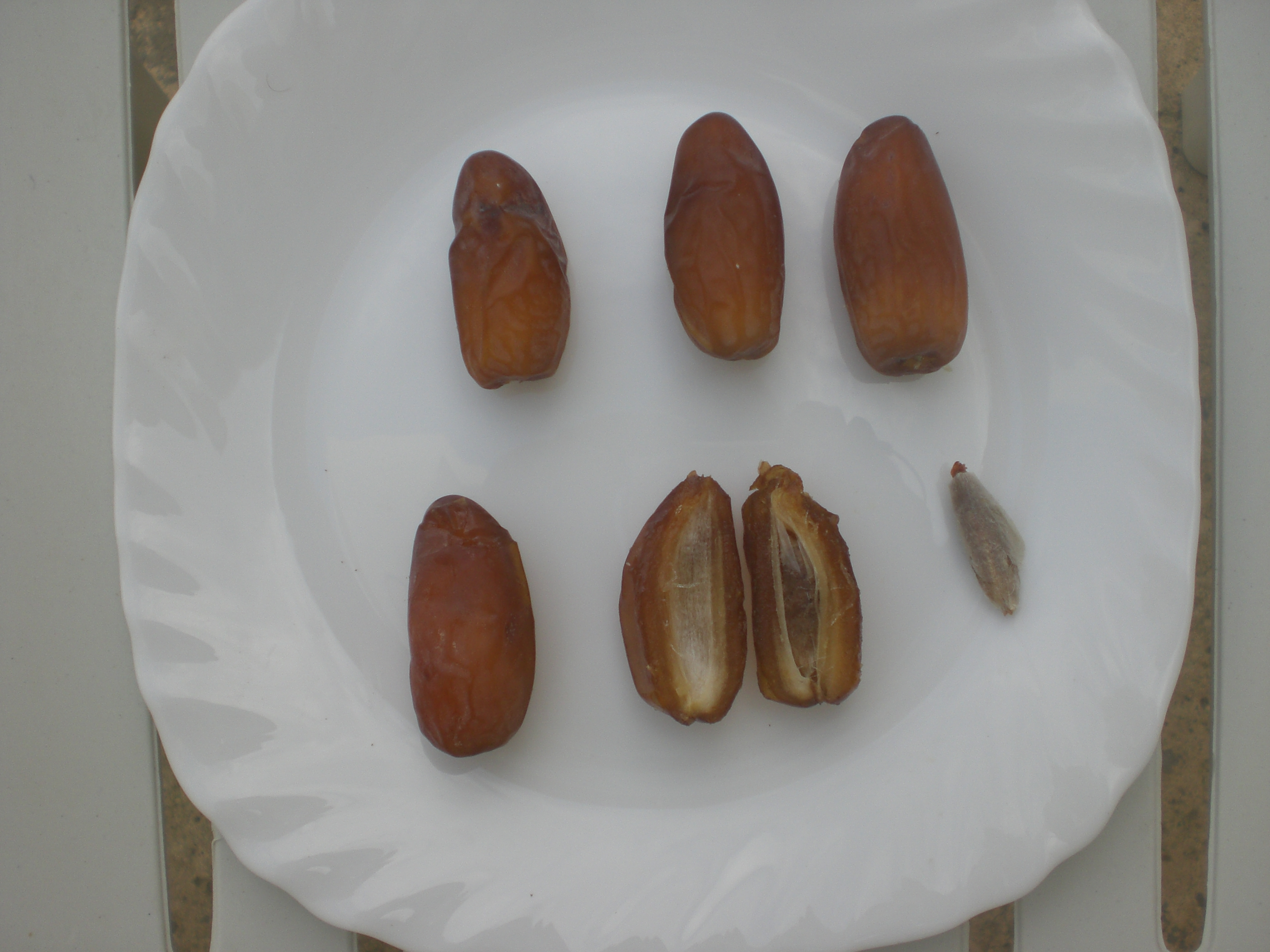
الدقلة
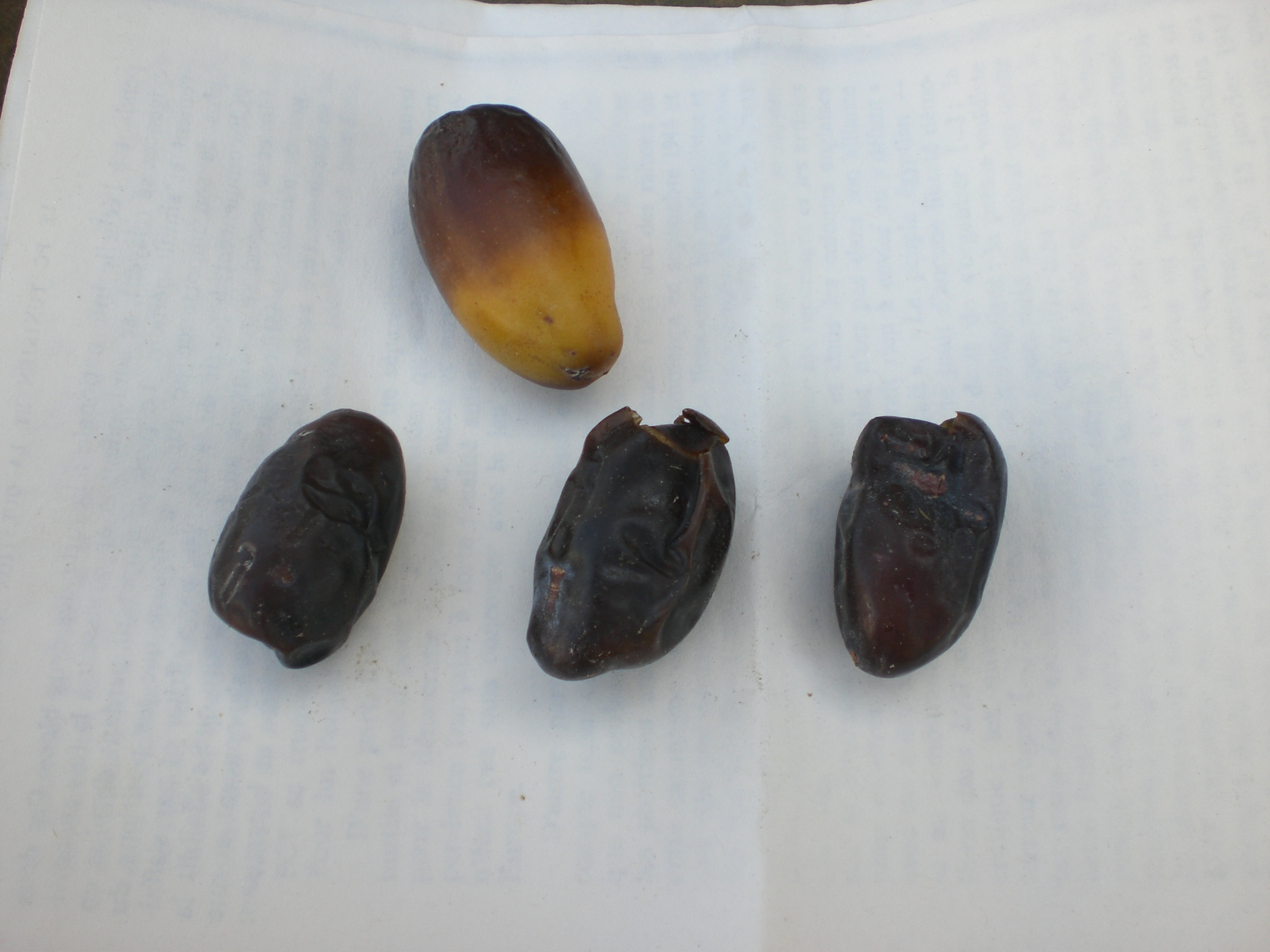
العماري
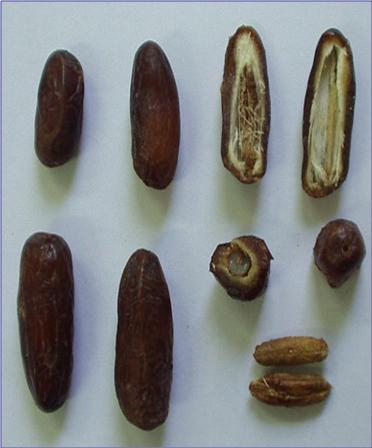
الفطيمي أو العليق

- القصبي
- الكنتة
- الكنتيشي
- الهيسة

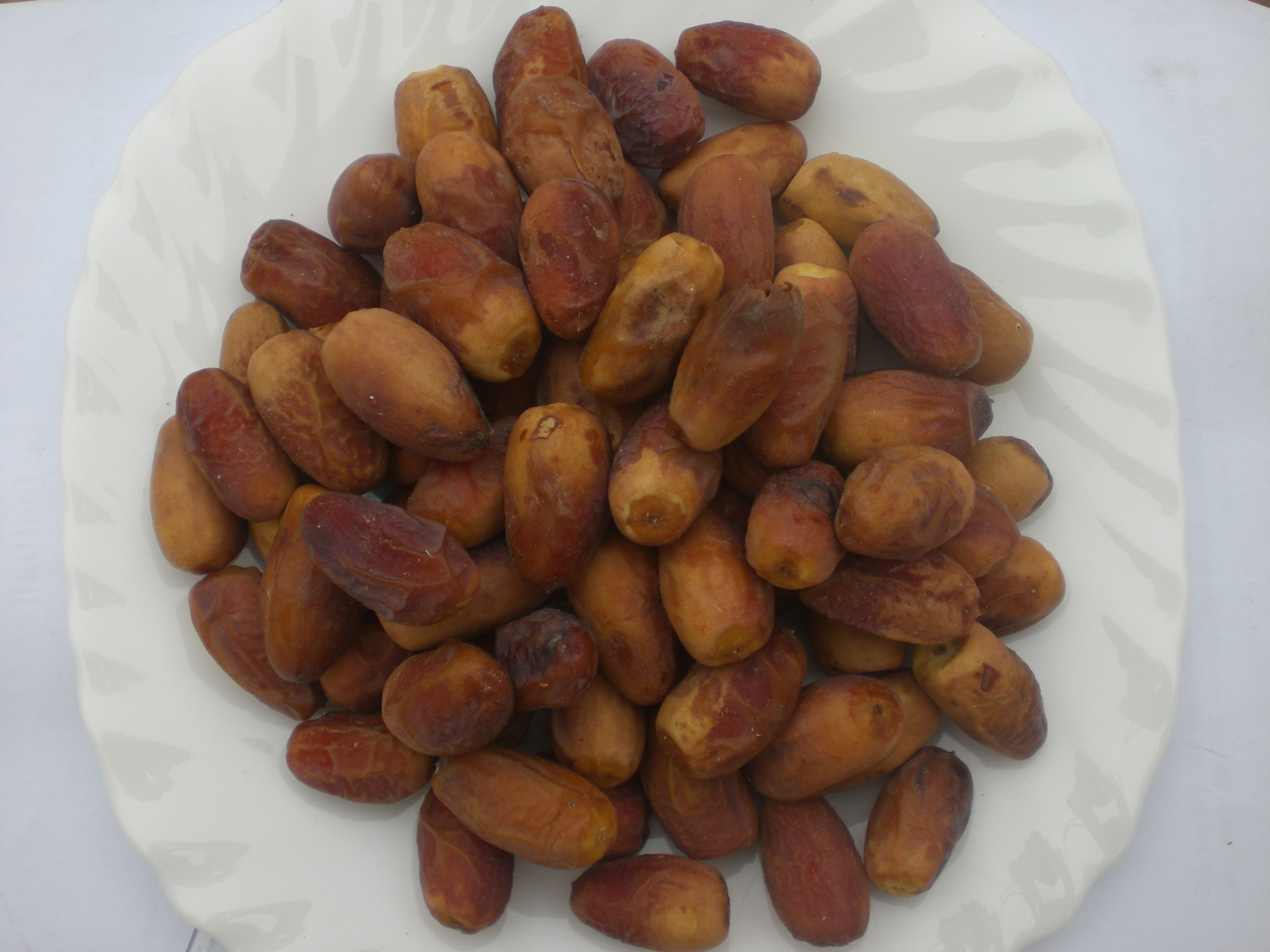
صحن من تمر أنقو
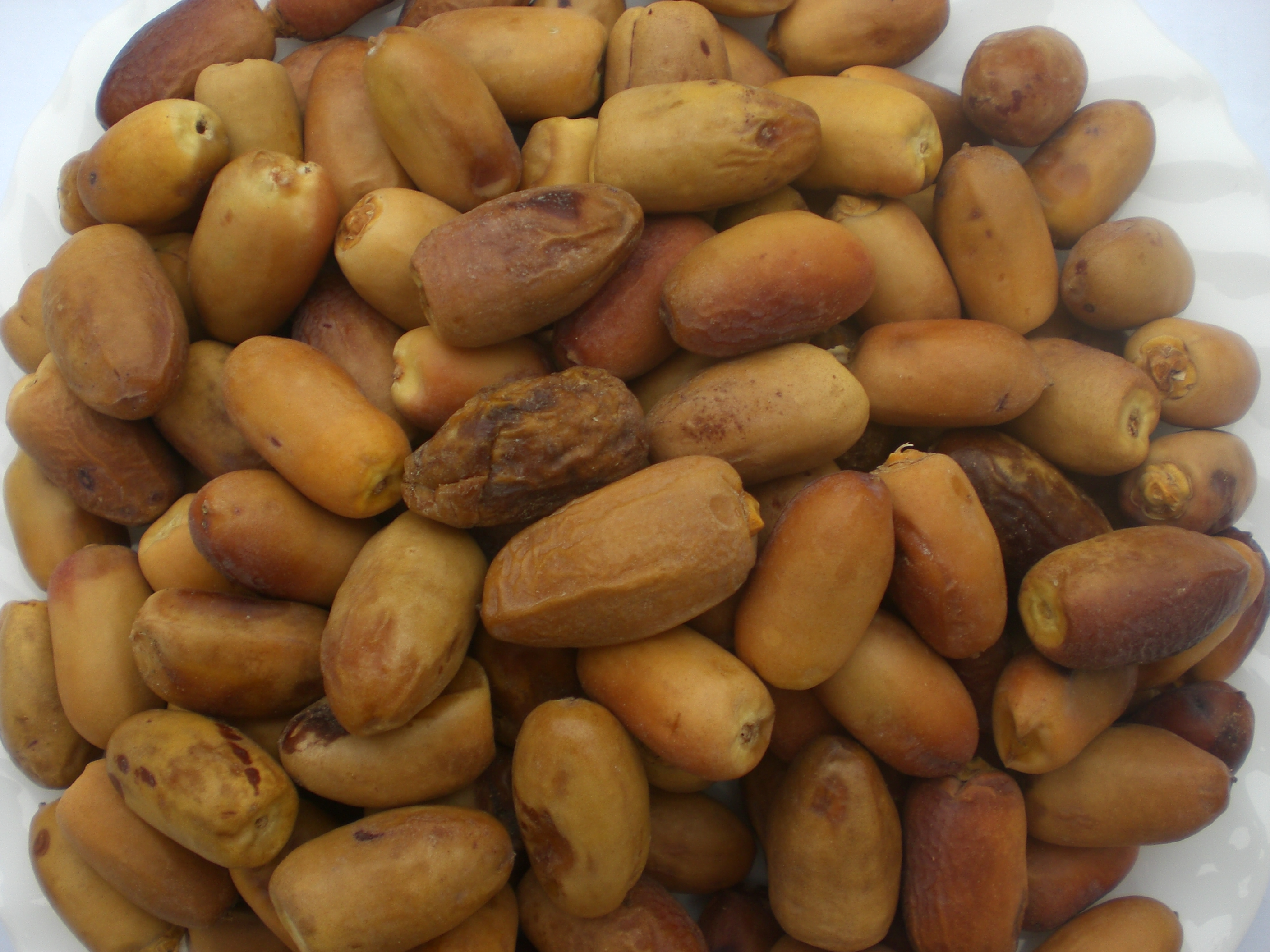
صحن من الباجو
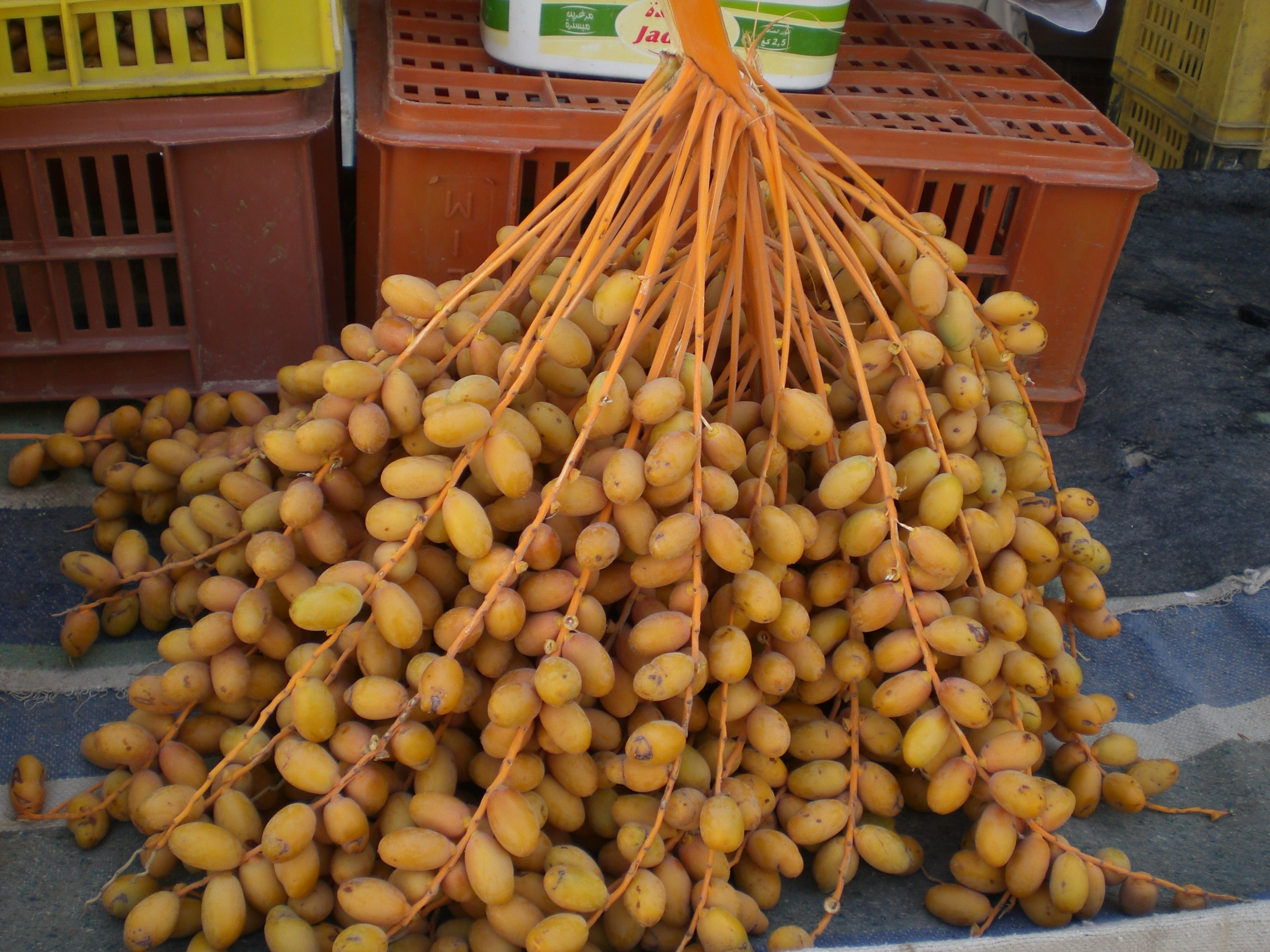
عذق من بسر حلو
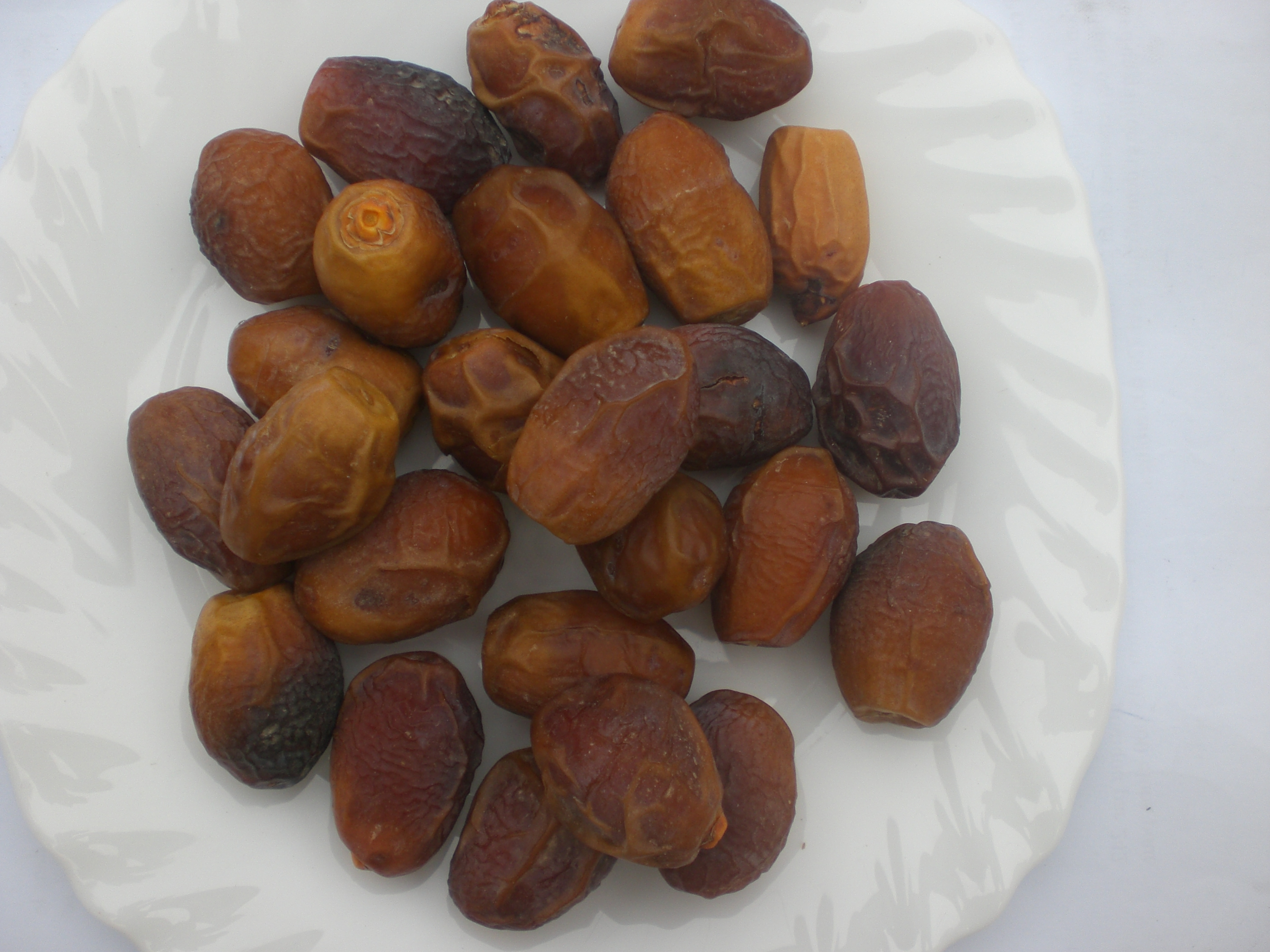
صحن من الترنجة

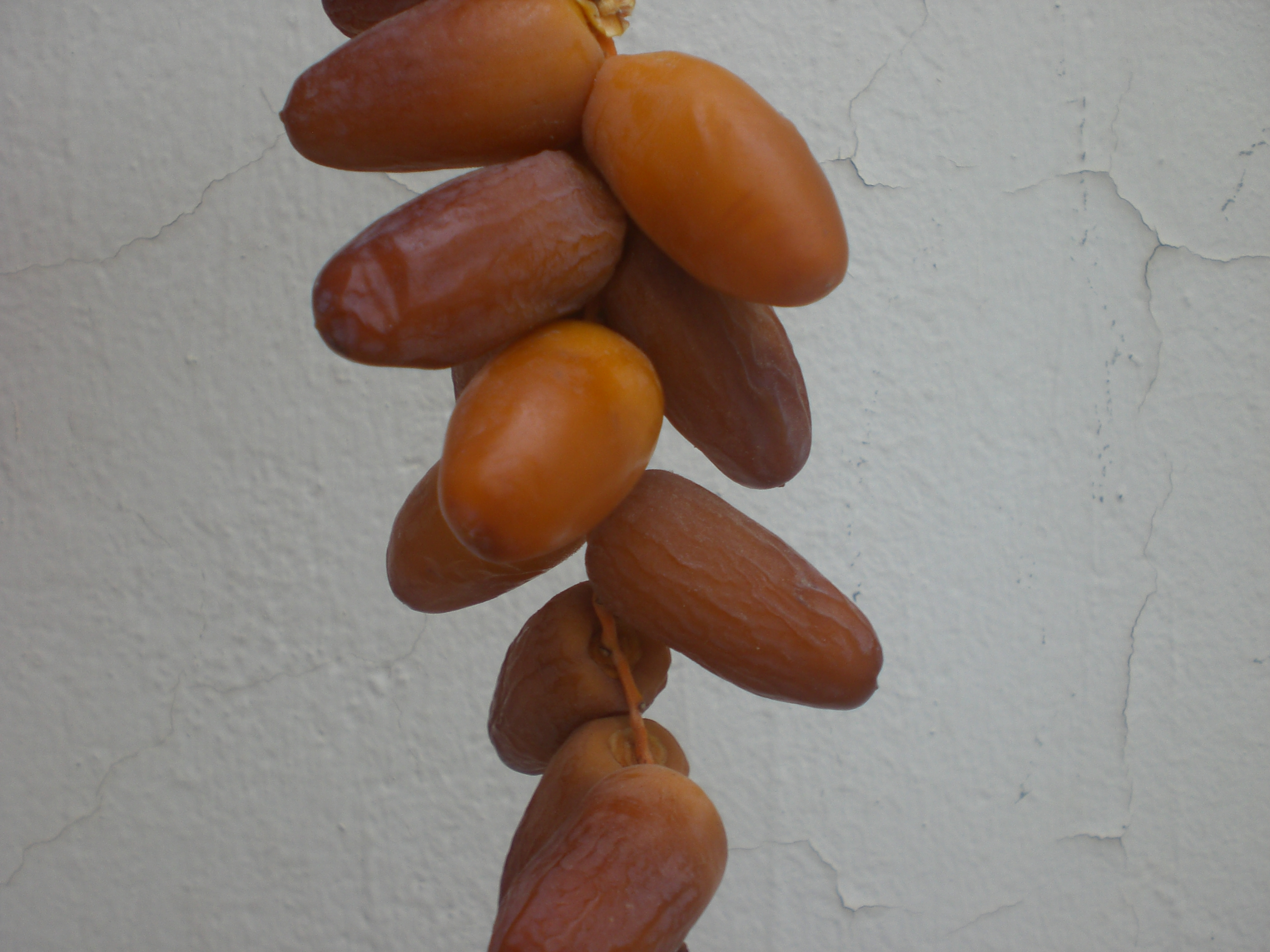
شمروخ من تمر الحمراية
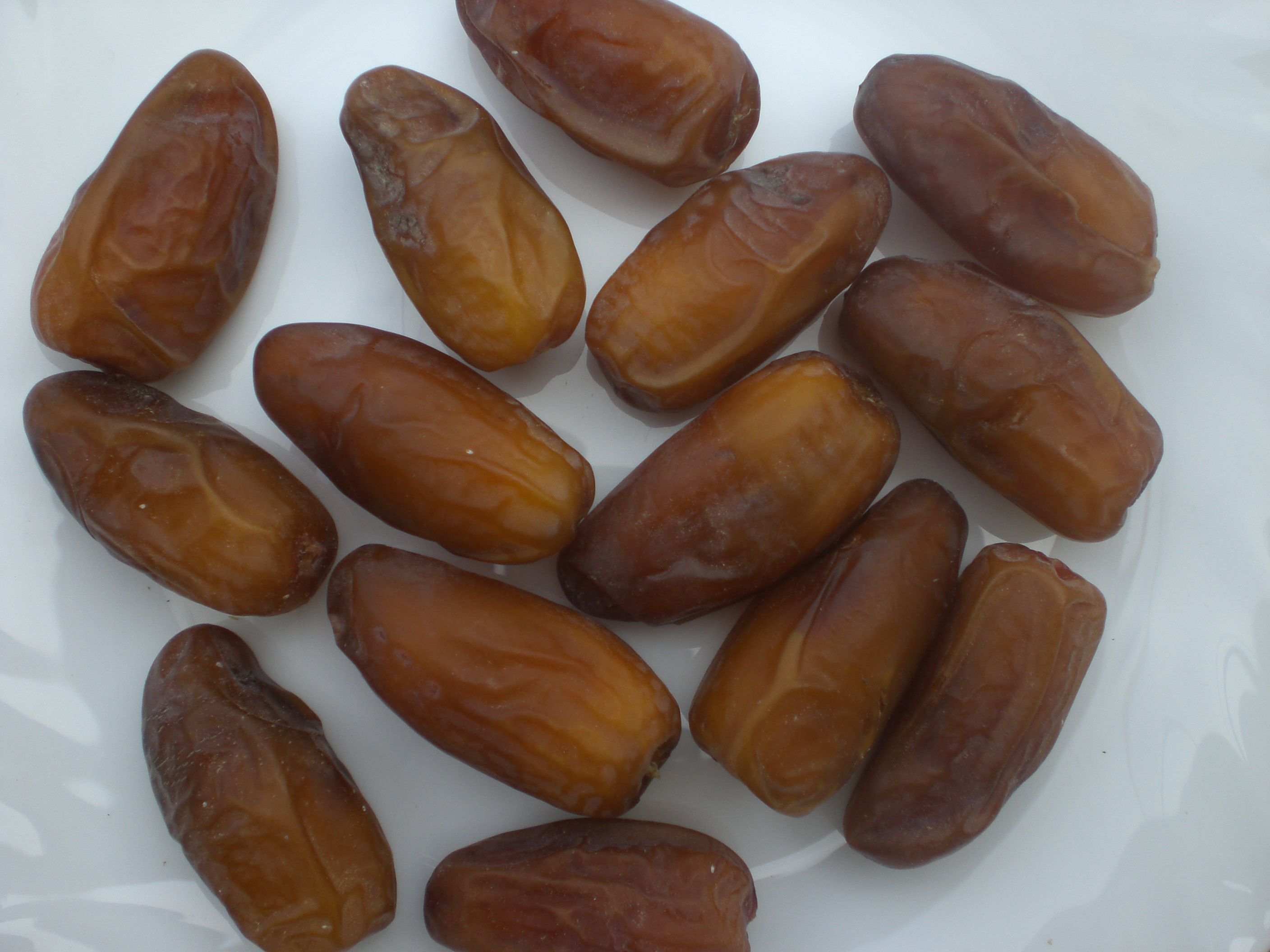
الدقلة
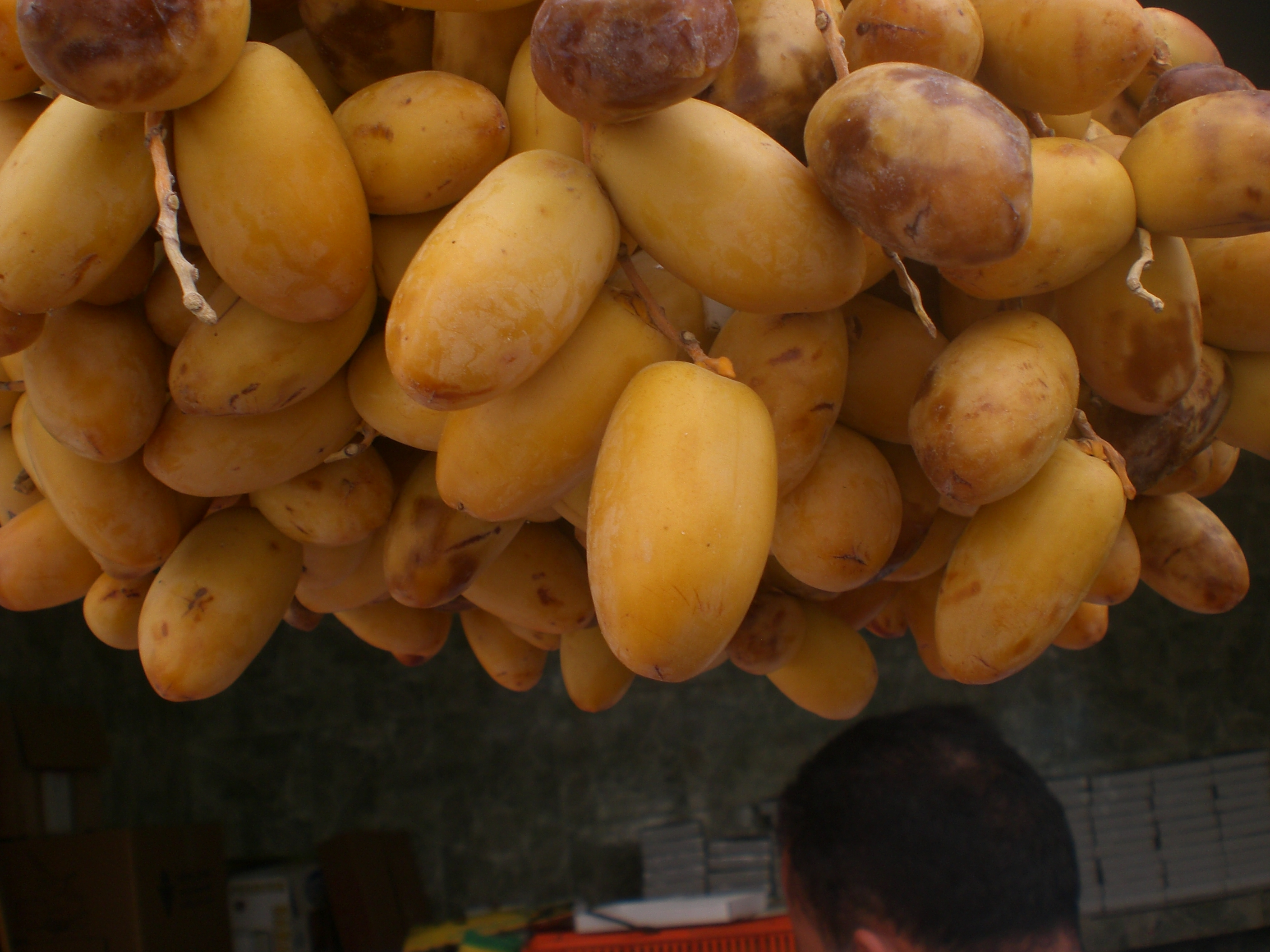
عذق من العرشتي
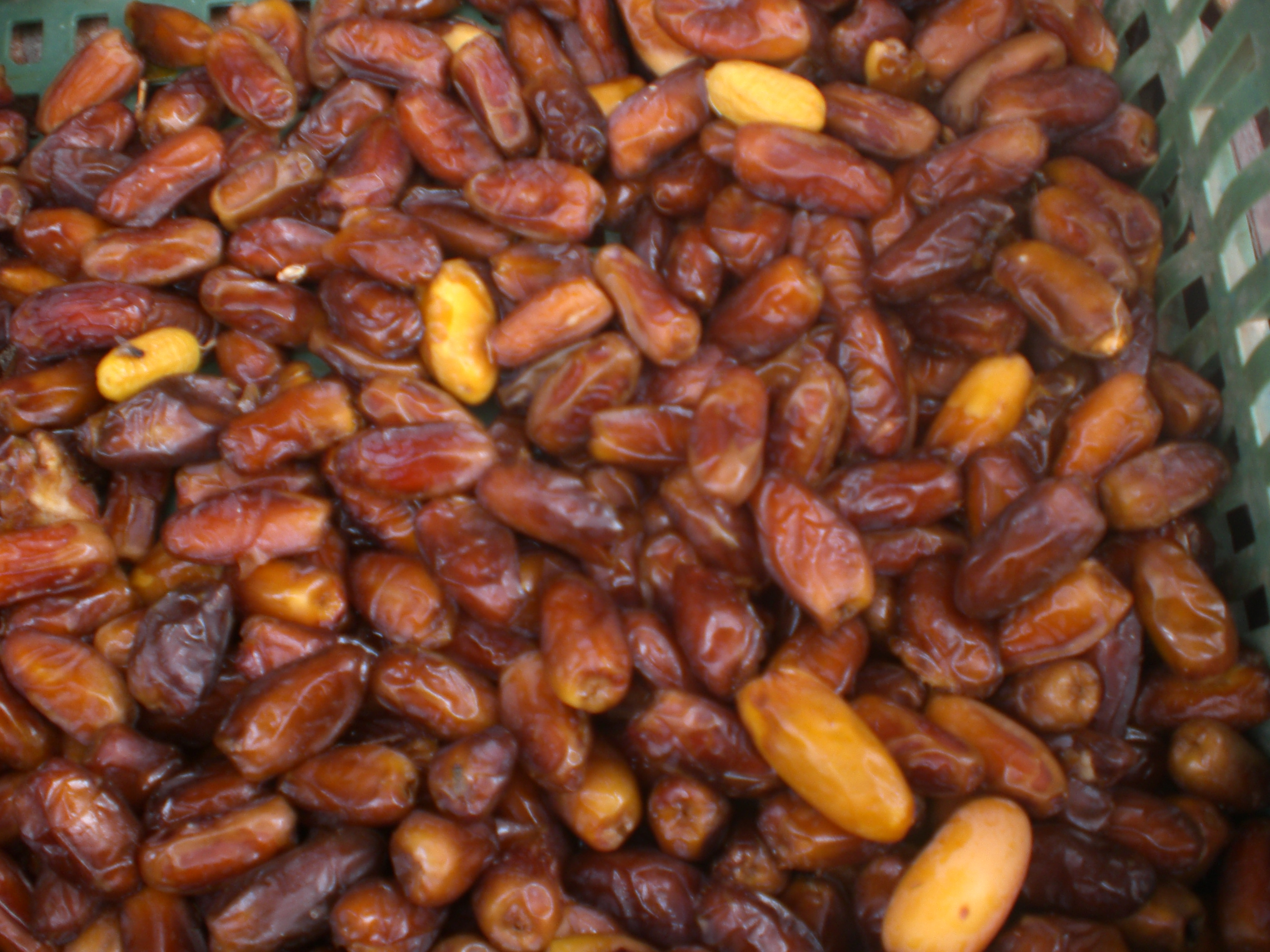
تمر القندة

- الكنتة
- اللاقو
- الهيسة

1. ↑  "تجارب عربية رائدة في زراعة التمور.. أحدثها نخلاتي - نخلاتي استثمار العمر". نخلاتي. 2 أكتوبر 2019. مؤرشف من الأصل في 2024-04-21. اطلع عليه بتاريخ 2024-08-26.
2. ↑  تونس.. مراتب متقدمة عالميا في تصدير التمور، مؤرشف من الأصل في 2024-11-12، اطلع عليه بتاريخ 2024-08-26
3. 1 2  "تعرف على أجود وأغلى أنواع التمور في تونس - مستعمل". www.mstaml.com. مؤرشف من الأصل في 2024-08-26. اطلع عليه بتاريخ 2024-08-26.
4. ↑  "التمور التونسية تواجه كسادا في ظل اضطراب الإنتاج". اندبندنت عربية. 26 سبتمبر 2021. مؤرشف من الأصل في 2023-07-21. اطلع عليه بتاريخ 2024-08-26.
5. ↑  خاص، البورصة (22 يونيو 2024). "عائدات تونس من صادرات التمور ترتفع 21.2% خلال 8 أشهر". جريدة البورصة. مؤرشف من الأصل في 2024-06-22. اطلع عليه بتاريخ 2024-08-26.